# US Open 2021
L'Obert dels Estats Units 2021, conegut oficialment com a US Open 2021, és una competició de tennis masculina i femenina disputada sobre pista dura que pertany a la categoria de Grand Slam. La 141a edició del torneig es va celebrar del 30 d'agost al 12 de setembre de 2021 al complex USTA Billie Jean King National Tennis Center de Flushing Meadows, Nova York, Estats Units.

## Resum
- El tennista rus Daniïl Medvédev va guanyar el primer títol individual de Grand Slam del seu palmarès després de dues finals perdudes, i només va cedir un sol set en tot el torneig. En la final va derrotar el serbi Novak Đoković, que es va quedar a una sola victòria de completar el Grand Slam pur ja que havia conquerit tots tres títols de Grand Slams de l'any anteriors. Aquesta era la novena final del US Open que disputava, amb tres títols i sis derrotes, tanmateix, va poder igualar al suís Roger Federer com a tennista amb més finals individuals de Grand Slam disputades amb 31.[1]

- La britànica Emma Raducanu va guanyar el primer títol de Grand Slam del seu palmarès trencant diversos rècords. Va esdevenir la primera tennista, masculí i femení, que va guanyar un títol de Grand Slam provenint de la fase prèvia i la primera tennista de la fase prèvia que es classificava per les semifinals del US Open. També va destacar esdevenint la primera debutant en guanyar el US Open des de Venus Williams l'any 2005, la primera britànica en guanyar un Grand Slam individual des de Virginia Wade l'any 1977, la tennista amb menys rànquing (número 150) en guanyar un Grand Slam des de Kim Clijster (que havia estat número 1 del rànquing i tornava al circuit de la seva retirada) l'any 2009, i la més jove en guanyar un Grand Slam des de Maria Xaràpova l'any 2004. També destaca el fet que aquesta fou la primera final del circuit WTA que disputava, i tot just havia debutat en el quadre principal d'un torneig WTA tres mesos abans. Raducano no va cedir cap set en tot el torneig, inclosos els tres partits de la fase prèvia, i ni tan sols va disputar cap tie-break. En la final va derrotar la canadenca Leylah Annie Fernandez que també disputava la seva primera final de Grand Slam.[2]

- La parella formada per l'estatunidenc Rajeev Ram i el britànic Joe Salisbury van guanyar el seu primer títol US Open junts, i el segon Grand Slam de tres finals disputades. També fou el segon títol de la temporada, ambdós aconseguits a la gira d'estiu a Amèrica del Nord.[3]

- La parella formada per l'australiana Samantha Stosur i la xinesa Zhang Shuai van guanyar el segon títol de Grand Slam juntes. En el cas de Stosur, aquest fou el quart títol de dobles de Grand Slam, i d'aquests el segon US Open, destacant el fet que l'anterior el va aconseguir l'any 2005, setze anys abans. En la final van derrotar la jove parella estatunidenca formada per Coco Gauff i Caty McNally.[4]

- La parella formada per l'estatunidenca Desirae Krawczyk i el britànic Joe Salisbury van guanyar el segon títol de Grand Slam mixt de la temporada després de l'aconseguit al Roland Garros. Per Krawczyk va representar el tercer títol de la temporada ja que també va guanyar a Wimbledon, casualment va derrotar el mateix Salisbury en la final, i d'aquesta manera va esdevenir la primera tennista en guanyar tres Grand Slams consecutius en categoria mixta des de Mahesh Bhupathi l'any 2005.[5] Per la seva banda, Salisbury va aconseguir el doblet guanyant les proves de dobles masculins i dobles mixts.[6]

## Campions/es

### Elit
| Categoria          | Campions/es                    | Finalistes                     | Resultat      |
| ------------------ | ------------------------------ | ------------------------------ | ------------- |
| Individual masculí | Daniïl Medvédev                | Novak Đoković                  | 6−4, 6−4, 6−4 |
| Individual femení  | Emma Raducanu                  | Leylah Annie Fernandez         | 6−4, 6−3      |
| Dobles masculins   | Rajeev Ram Joe Salisbury       | Jamie Murray Bruno Soares      | 3−6, 6−2, 6−2 |
| Dobles femenins    | Samantha Stosur Zhang Shuai    | Coco Gauff Caty McNally        | 6−3, 3−6, 6−3 |
| Dobles mixts       | Desirae Krawczyk Joe Salisbury | Giuliana Olmos Marcelo Arévalo | 7−5, 6−2      |

### Júniors
| Categoria          | Campions/es                     | Finalistes                          | Resultat         |
| ------------------ | ------------------------------- | ----------------------------------- | ---------------- |
| Individual masculí | Daniel Rincón                   | Shang Juncheng                      | 6−2, 7−6(6)      |
| Individual femení  | Robin Montgomery                | Kristina Dmitruk                    | 6−2, 6−4         |
| Dobles masculins   | Max Westphal Coleman Wong       | Viacheslav Bielinskyi Petr Nesterov | 6−3, 5−7, [10−1] |
| Dobles femenins    | Ashlyn Krueger Robin Montgomery | Reese Brantmeier Elvina Kalieva     | 5−7, 6−3, [10−4] |

## Distribució de punts i premis

### Distribució de punts
| Esdeveniment       | G    | F    | SF  | QF  | Ronda de 16 | Ronda de 32 | Ronda de 64 | Ronda de 128 | Q  | Q3 | Q2 | Q1 |
| Individual masculí | 2000 | 1200 | 720 | 360 | 180         | 90          | 45          | 10           | 25 | 16 | 8  | 0  |
| Dobles masculins   | 2000 | 1200 | 720 | 360 | 180         | 90          | 0           | −            | −  | −  | −  | −  |
| Individual femení  | 2000 | 1300 | 780 | 430 | 240         | 130         | 70          | 10           | 40 | 30 | 20 | 2  |
| Dobles femenins    | 2000 | 1300 | 780 | 430 | 240         | 130         | 10          | −            | −  | −  | −  | −  |

### Distribució de premis
| Esdeveniment | G         | F         | SF      | QF      | Ronda de 16 | Ronda de 32 | Ronda de 64 | Ronda de 128 | Q3     | Q2     | Q1     |
| Individuals  | 2.500.000 | 1.250.000 | 675.000 | 425.000 | 265.000     | 180.000     | 115.000     | 75.000       | 42.000 | 32.000 | 20.000 |
| Dobles       | 660.000   | 330.000   | 164.000 | 93.000  | 54.000      | 34.000      | 20.000      | −            | −      | −      | −      |
| Dobles mixts | 160.000   | 78.000    | 40.000  | 22.000  | 13.400      | 7.800       | −           | −            | −      | −      | −      |

- Els premis són en dòlars estatunidencs.
- Els premis de dobles són per equip.